# Giuseppe Vives
Giuseppe Vives (Napoli, 14 luglio 1980) è un calciatore italiano, centrocampista e capitano della Zeta Napoli.

## Caratteristiche tecniche
Mediano d'interdizione, poteva giocare come centrocampista centrale, potendo inoltre ricoprire il ruolo di regista basso.

## Carriera

### Esordi
Cresce calcisticamente nel Napoli Club Afragola fino all'età di 17 anni, in seguito viene ceduto al Sant'Anastasia, con cui esordisce prima nel campionato Dilettanti (stagione 1997-1998) e poi in Serie C2 (1999-2000). Nel 2000-2001 è alla Juve Stabia, in Serie C2, e l'anno dopo al Nardò.

### Ancona
Nel 2001-2002, acquistato per 800 milioni di lire dall'Ancona guidato da Luciano Spalletti, ha la grande possibilità di confrontarsi con il campionato di Serie B, ma persistenti problemi fisici lo relegano per due anni e mezzo ai margini della squadra, inducendolo addirittura a meditare il ritiro dal calcio giocato, per dedicarsi alla professione di ragioniere. Sempre a causa di problemi di natura fisica nel 2002-2003 colleziona una sola presenza con il Taranto in Serie C1 e a fine stagione rientra nei ranghi dell'Ancona, senza mai scendere in campo.

### Giugliano
Nel 2003-2004 è ingaggiato dal Giugliano, nel campionato di Serie C2. Nella squadra campana gioca da titolare e in tre stagioni colleziona 104 presenze e 6 gol.

### Lecce
Nell'estate del 2006, dopo numerose voci che lo accostavano a Salernitana, Avellino, Cavese e al Napoli, viene acquistato dal Lecce su indicazione di Zdeněk Zeman.
Nel campionato di Serie B 2006-2007 diviene rapidamente uno dei punti fermi del centrocampo salentino, riuscendo a ricoprire sia ruoli di interdizione che di costruzione del gioco. Realizza il suo primo gol in serie cadetta contro la Triestina, e si ripete nell'ultima giornata di campionato contro il Pescara.
Nel campionato di Serie B 2007-2008 è uno dei protagonisti del centrocampo della settima promozione del Lecce nella massima serie con 4 gol e numerosi assist, tra cui una doppietta che ha permesso ai salentini di accedere ai play-off.
Il 31 agosto 2008 fa il suo debutto in Serie A in Torino-Lecce 3-0 e il 28 gennaio 2009 segna il suo primo gol nella massima serie firmando il momentaneo vantaggio nella sfida di Verona tra il Chievo ed i leccesi (1-1). Nella sua stagione di esordio in massima serie realizza un gol in 18 presenze, ma non può evitare la retrocessione del club, che torna in Serie B.
Nella stagione seguente campionato di Serie B 2009-2010 è ancora protagonista dell'ottava promozione del Lecce. L'allenatore Luigi De Canio, dimostrando grande fiducia nei suoi mezzi e nella sua qualità del gioco, gli consegna le chiavi del centrocampo salentino per tutta la stagione e lui lo ripaga prontamente con 38 presenze e due gol.
Vice del suo capitano Guillermo Giacomazzi, raggiunge la meritata promozione in Serie A, eletto a fine stagione dal quotidiano La Gazzetta dello Sport il migliore centrocampista della Serie B.
Il 3 ottobre 2010 alla sesta giornata del campionato di Serie A 2010-2011 indossa per la prima volta la fascia di Capitano nella vittoria per 1-0 contro il Catania, in una stagione contraddistinta da una grande continuità di rendimento. La formazione allenata da De Canio, con Vives al comando del centrocampo, centra la salvezza alla penultima giornata di campionato.

### Torino
Il 14 luglio 2011 passa a titolo definitivo al Torino per una cifra che si aggira sui 500 000 euro.. Esordisce con la maglia granata il 13 agosto 2011 in Coppa Italia contro il Lumezzane.
Segna il suo primo gol in maglia granata il 10 dicembre 2011 nella partita casalinga contro il Pescara vinta dal Torino per 4-2, e l'11 febbraio 2012 realizza il secondo dei tre gol della squadra granata contro la Nocerina con un tiro preciso all'angolino rasoterra, dopo un elegante dribbling in area.
Nella stagione 2013-2014 alla 17ª giornata il 22 dicembre 2013, realizza il suo secondo gol nella massima serie (il primo con i granata in serie A) su assist di Cerci nella sfida Torino-Chievo Verona terminata 4-1. Il 25 novembre 2015 rinnova il proprio contratto con il club fino al 2017.
Nell'estate del 2016, in seguito alla cessione del compagno Glik al Monaco, gli viene assegnata la fascia di capitano.
Persa la titolarità a favore del più giovane compagno Mirko Valdifiori, il 29 gennaio 2017 viene convocato per la sua ultima partita con la maglia del Torino per poi trasferirsi in Serie B alla Pro Vercelli, concludendo la sua esperienza in maglia granata dopo cinque stagioni e mezza, 164 presenze e 5 reti, con la standing ovation della Curva Maratona.

### Pro Vercelli
Dopo 5 anni e mezzo al Torino, il 30 gennaio 2017 passa alla Pro Vercelli a titolo definitivo. Il 30 settembre sigla il primo gol coi piemontesi, nel 5-2 contro il Cesena. 
Il 12 maggio 2018 contro la Ternana realizza la sua quinta rete in campionato, battendo il record di segnature stagionali della sua carriera. Tutti e cinque i goal sono stati realizzati su calcio di rigore.

### Ternana e Virtus Afragola
Il 27 luglio 2018 la Ternana comunica di aver acquisito le prestazioni sportive del centrocampista fino al 30 giugno 2019. Termina la stagione con sole due presenze ad inizio campionato. Dopo un iniziale ritiro dall'attività agonistica, nel 2023 torna a giocare con la Virtus Afragola, squadra dilettantistica campana.

### Zeta Napoli
Il 9 agosto 2025, la Zeta Napoli, squadra di terza categoria, annuncia di aver raggiunto l'accordo con l' ex giocatore di  Lecce e Torino. 

## Calcioscommesse
Coinvolto nell'ambito dell'inchiesta di calcioscommesse, il 26 luglio 2012 viene ufficialmente deferito dal procuratore federale Stefano Palazzi per illecito sportivo in merito a Bari-Lecce del 15 maggio 2011.
Il 3 agosto Palazzi richiede per lui una squalifica pari a 3 anni e 6 mesi ma il 10 agosto la Commissione Disciplinare della Federcalcio lo assolve perché il pentito che lo aveva accusato, Andrea Masiello, non è stato ritenuto credibile. Il 13 agosto Palazzi presenta ricorso contro la sua assoluzione ma il 22 agosto viene nuovamente prosciolto.
Il 9 febbraio 2015 la procura di Cremona termina le indagini e formula per lui e altri indagati le accuse di associazione a delinquere e frode sportiva.

## Statistiche

### Presenze e reti nei club
Statistiche aggiornate al 17 dicembre 2017.
| Stagione              | Squadra               | Campionato            | Campionato | Campionato | Coppa nazionale | Coppa nazionale | Coppa nazionale | Coppe europee | Coppe europee | Coppe europee | Totale | Totale |
| Stagione              | Squadra               | Comp                  | Pres       | Reti       | Comp            | Pres            | Reti            | Comp          | Pres          | Reti          | Pres   | Reti   |
| --------------------- | --------------------- | --------------------- | ---------- | ---------- | --------------- | --------------- | --------------- | ------------- | ------------- | ------------- | ------ | ------ |
| 1997-1998             | Sant'Anastasia        | D                     | 4          | 0          | CI              | 0               | 0               | -             | -             | -             | 4      | 0      |
| 1998-1999             | Sant'Anastasia        | D                     | 28         | 1          | CI              | 0               | 0               | -             | -             | -             | 28     | 1      |
| 1999-2000             | Sant'Anastasia        | C2                    | 24         | 0          | CI              | 0               | 0               | -             | -             | -             | 24     | 0      |
| Totale Sant'Anastasia | Totale Sant'Anastasia | Totale Sant'Anastasia | 56         | 1          |                 | -               | -               |               | -             | -             | 56     | 1      |
| 2000-2001             | Juve Stabia           | C2                    | 28         | 1          | CI              | 1               | 0               | -             | -             | -             | 29     | 1      |
| 2001-gen. 2002        | Ancona                | B                     | 0          | 0          | CI              | 0               | 0               | -             | -             | -             | 0      | 0      |
| gen.-giu. 2002        | Nardò                 | C2                    | 6          | 1          | CI              | 0               | 0               | -             | -             | -             | 6      | 1      |
| 2002-gen. 2003        | Ancona                | B                     | 0          | 0          | CI              | 0               | 0               | -             | -             | -             | 0      | 0      |
| gen.-giu. 2003        | Taranto               | C1                    | 1          | 0          | CI              | 0               | 0               | -             | -             | -             | 1      | 0      |
| 2003-2004             | Giugliano             | C2                    | 34         | 0          | -               | -               | -               | -             | -             | -             | 34     | 0      |
| 2004-2005             | Giugliano             | C2                    | 36         | 2          | CI              | 0               | 0               | -             | -             | -             | 36     | 2      |
| 2005-2006             | Giugliano             | C2                    | 34         | 4          | CI              | 0               | 0               | -             | -             | -             | 34     | 4      |
| Totale Giugliano      | Totale Giugliano      | Totale Giugliano      | 104        | 6          |                 | 0               | 0               |               | -             | -             | 104    | 6      |
| 2006-2007             | Lecce                 | B                     | 37         | 2          | CI              | 1               | 0               | -             | -             | -             | 38     | 2      |
| 2007-2008             | Lecce                 | B                     | 32+4       | 4+0        | CI              | 1               | 0               | -             | -             | -             | 37     | 4      |
| 2008-2009             | Lecce                 | A                     | 18         | 1          | CI              | 1               | 0               | -             | -             | -             | 19     | 1      |
| 2009-2010             | Lecce                 | B                     | 38         | 2          | CI              | 2               | 1               | -             | -             | -             | 40     | 3      |
| 2010-2011             | Lecce                 | A                     | 33         | 0          | CI              | 0               | 0               | -             | -             | -             | 33     | 0      |
| Totale Lecce          | Totale Lecce          | Totale Lecce          | 158+4      | 9+0        |                 | 5               | 1               |               | -             | -             | 167    | 10     |
| 2011-2012             | Torino                | B                     | 29         | 2          | CI              | 2               | 0               | -             | -             | -             | 31     | 2      |
| 2012-2013             | Torino                | A                     | 25         | 0          | CI              | 2               | 0               | -             | -             | -             | 27     | 0      |
| 2013-2014             | Torino                | A                     | 33         | 1          | CI              | 0               | 0               | -             | -             | -             | 33     | 1      |
| 2014-2015             | Torino                | A                     | 28         | 1          | CI              | 0               | 0               | UEL           | 7             | 0             | 35     | 1      |
| 2015-2016             | Torino                | A                     | 33         | 1          | CI              | 1               | 0               | -             | -             | -             | 34     | 1      |
| 2016-gen. 2017        | Torino                | A                     | 3          | 0          | CI              | 1               | 0               | -             | -             | -             | 4      | 0      |
| Totale Torino         | Totale Torino         | Totale Torino         | 151        | 5          |                 | 6               | 0               |               | 7             | 0             | 164    | 5      |
| gen.-giu. 2017        | Pro Vercelli          | B                     | 18         | 0          | CI              | -               | -               | -             | -             | -             | 18     | 0      |
| 2017-2018             | Pro Vercelli          | B                     | 35         | 5          | CI              | -               |                 | -             | -             | -             | 35     | 5      |
| Totale                | Totale                | Totale                | 531+4      | 23+0       |                 | 12              | 1               |               | 7             | 0             | 554    | 29     |

## Palmarès

### Club
- Campionato Nazionale Dilettanti: 1

Sant'Anastasia: 1998-1999
- Campionato italiano di Serie B: 1

Lecce: 2009-2010